# Ярослав Владимирович (князь боровско-ярославецкий)
Ярослав (Афанасий) Владимирович  (18 января 1388/1389) — 16 августа 1426) — удельный князь Малоярославецкий (Боровско-Ярославецкий) 1410—1426, сын Владимира Андреевича Храброго, князя Серпуховского, Дмитровского, Боровского и Углицкого, и княгини Елены, дочери Великого князя Литовского Ольгерда Гедиминовича, правнук Ивана Калиты.

## Биография
Ярослав появился на свет в Дмитровском кремле. Возможно, именно в связи с этим радостным событием, в Дмитрове в тот же год был основан Борисо-Глебский монастырь, наречённый в честь Св. князей Бориса и Глеба Владимировичей. Святой князь Борис был небесным покровителем первого удельного князя Дмитровского Бориса Давыдовича. Проработал Владимир Андреевич и «запасной вариант». В южных владениях, на берегу реки Протвы, на месте деревни Лужа, им был заложен город Ярославль <Ярославль боровский → Ярославец → Малый Ярославец → Малоярославец>, наименованный в честь новорождённого сына. Здесь князем Владимиром также был основан монастырь, названный Никольским Черноостровским.
1389 г. Владимир Андреевич с семьёй покинул Дмитров. Вскоре Ярослав Владимирович получил в вотчину от отца «Ярославль с Хотунью, Вихорну, Полянки, Ростунову слободку и Рошневскую слободку, а из московских сёл — Сарыевское и Кирьясово с лугами да на устье Мьстица мельница». Кроме того, он получил в удел половину Городца и Юрьевца. Второй половиной совместно владел его брат Симеон (Семён).
В 1415 году Ярослав Владимирович отъехал на родину матери, в Литву, но в 1421 году возвратился оттуда в пределы Московского княжества.
Умер Ярослав Владимирович осенью 1426 года от моровой язвы, вместе с братьями Андреем и Симеоном (Семёном). Похоронен в Архангельском соборе Московского Кремля. В 1508 г. его прах был перенесен в новый Архангельский собор, где покоится и по сию пору.

## Семья
В 1408 году Ярослав женился на Анне, дочери Семёна Васильевича, князя Новленского, и прожил с нею три года (она умерла в 1411 году). Во втором браке с Марьей Фёдоровной Кошкиной-Голтяевой, родственницей бояр Романовых.
Во втором браке Ярослав имел трёх детей:
- сына Василия Ярославича, ставшего князем Серпуховско-Боровским

и двух дочерей:
- Марию, ставшую супругой великого князя московского Василия Тёмного,
- Елену — ставшую супругой Михаила Андреевича Верейского.

## Комментарии
1. ↑  По мнению Н. М. Карамзина, Ярослав Владимирович был последним князем со славянским именем в Московской ветви Рюриковичей.[4]
2. ↑  Как повествует Пискарёвский летописец. Ярослав-Афанасий — второй русский князь, рождённый в Дмитрове, после Всеволода Большое Гнездо.[5]
3. 1 2  Малоярославец